# Società italiana prodotti acrilici
La  Società italiana prodotti acrilici S.p.A., in acronimo SIPA, è stata la controllata della Montefibre (gruppo Montedison) operante nel settore della produzione di fibre poliacriliche in posizione dominante sul mercato italiano.

## Storia

### Origini
A sua volta la Montefibre era nata come la concentrazione delle società del gruppo Montedison.
Venuta a crearsi una situazione di grave crisi del settore, la Montefibre decise di ristrutturarsi, alla fine del 1981, divenendo una sorta di holding e creando una serie di società  figlie monoprodotto che facevano capo alle precedenti divisioni operative: quella che si doveva occupare del settore delle fibre poliacriliche assunse il nome di  Società italiana prodotti acrilici S.p.A., con un capitale sociale di 25 miliardi di lire e 1.400 dipendenti, la quale avrebbe gestito l'impianto di Porto Marghera.

### La crescita produttiva
Negli anni successivi la società aumentò il fatturato in seguito anche al fatto che Montefibre, dopo aver rinunciato (1983) all'esclusiva nel settore della produzione delle fibre poliammidiche tessili (settore inquadrato nella Società italiana nailon), ricevette come contropartita una quota maggiore nella produzione delle fibre poliacriliche stesse e delle fibre poliestere (settore inquadrato nella Società italiana poliestere).

### L'incorporamento della Società italiana poliestere
Nel 1987 la Società italiana prodotti acrilici incorporerà la Società italiana poliestere e, nel 1988, verrà essa stessa incorporata nella Montefibre.